# Saprochaete suaveolens
Saprochaete suaveolens är en svampart som först beskrevs av Krzemecki, och fick sitt nu gällande namn av de Hoog & M.T. Sm. 2004. Saprochaete suaveolens ingår i släktet Saprochaete och familjen Dipodascaceae.   Inga underarter finns listade i Catalogue of Life.